# 马蒂娜·斯瓦托夫斯卡-文格拉尔齐克
马蒂娜·斯瓦托夫斯卡-文格拉尔齐克（波蘭語：Martyna Swatowska-Wenglarczyk；1994年7月8日—），波兰女子击剑运动员，2022年世界锦标赛女子重剑团体铜牌得主、2023年世界锦标赛女子重剑团体金牌得主、2024年夏季奥林匹克运动会女子重剑团体铜牌得主。